# Henry-Ford-Bau
Der Henry-Ford-Bau ist eines der repräsentativen Gebäude der Freien Universität Berlin (FU). Es wurde 1952–1954 nach Plänen der Architekten Franz-Heinrich Sobotka und Gustav Müller errichtet.

## Geschichte und Funktion
Im Juni 1951 berieten in West-Berlin der amerikanische Industrielle Henry Ford II und der Präsident der Ford-Stiftung mit den Politikern Ernst Reuter, Otto Suhr und Joachim Tiburtius sowie dem Rektor der FU, Hans Kress von Kressenstein, über eine Unterstützung der Universität durch die Ford-Stiftung. Im Ergebnis erklärte sich die Stiftung zur Finanzierung von Gebäuden auf Grundstücken bereit, die der Senat der FU überlässt. Die Grundsteinlegung für das Hörsaal- und Bibliotheksgebäude fand am 24. Juli 1952 statt. Kreß bezeichnete es als „Denkmal für die Stifter, die der deutschen Jugend in schwerer Zeit halfen.“ Der als Hauptgebäude der FU geplante Bau wurde aus 28 eingereichten Entwürfen ausgewählt, da das auf einer Grundfläche von 18.000 Quadratmetern geplante lichtdurchflutete Gebäude durch die vollständig verglaste Längsseite den Werten der Universität: Freiheit, Offenheit und Transparenz und dem Motto Demokratie als Bauherr gerecht wurde. Es wurde von 1952 bis 1954 im Stil der Neuen Sachlichkeit errichtet; die Baukosten lagen bei acht Millionen D-Mark. Eine Brücke verbindet das Auditorium maximum mit der Universitätsbibliothek.
Einige bedeutende Persönlichkeiten nahmen die Ehrendoktorwürde der FU im Auditorium Maximum entgegen und hielten in diesem Zusammenhang dort eine Rede: darunter 1956 Louise Schroeder, 1958 Celal Bayar, 1963 John F. Kennedy, 1963 Walter Gropius, 1992 Hans Jonas, 1995 Fernando Henrique Cardoso, 1999 Bronisław Geremek, 1999 Salman Rushdie, 2001 Kofi Annan, 2005 Günter Grass und 2007 Orhan Pamuk.
Ab 1966 war das Audimax des Henry-Ford-Baus Zentrum der Studentenproteste. Zuerst stand dabei die Verbesserung der Studienbedingungen im Vordergrund. Dabei wurde 1967 die Gründung der Kritischen Universität (KU) als Gegenmodell zur FU ausgerufen. Bei einer anderen Versammlung wurde dagegen das Siegel der FU von der Wand gerissen und vor den Türen des Rektorats angezündet. Unter dem Sprecher des SDS Rudi Dutschke war später aber zum Beispiel auch der Vietnamkrieg Gegenstand der Proteste.

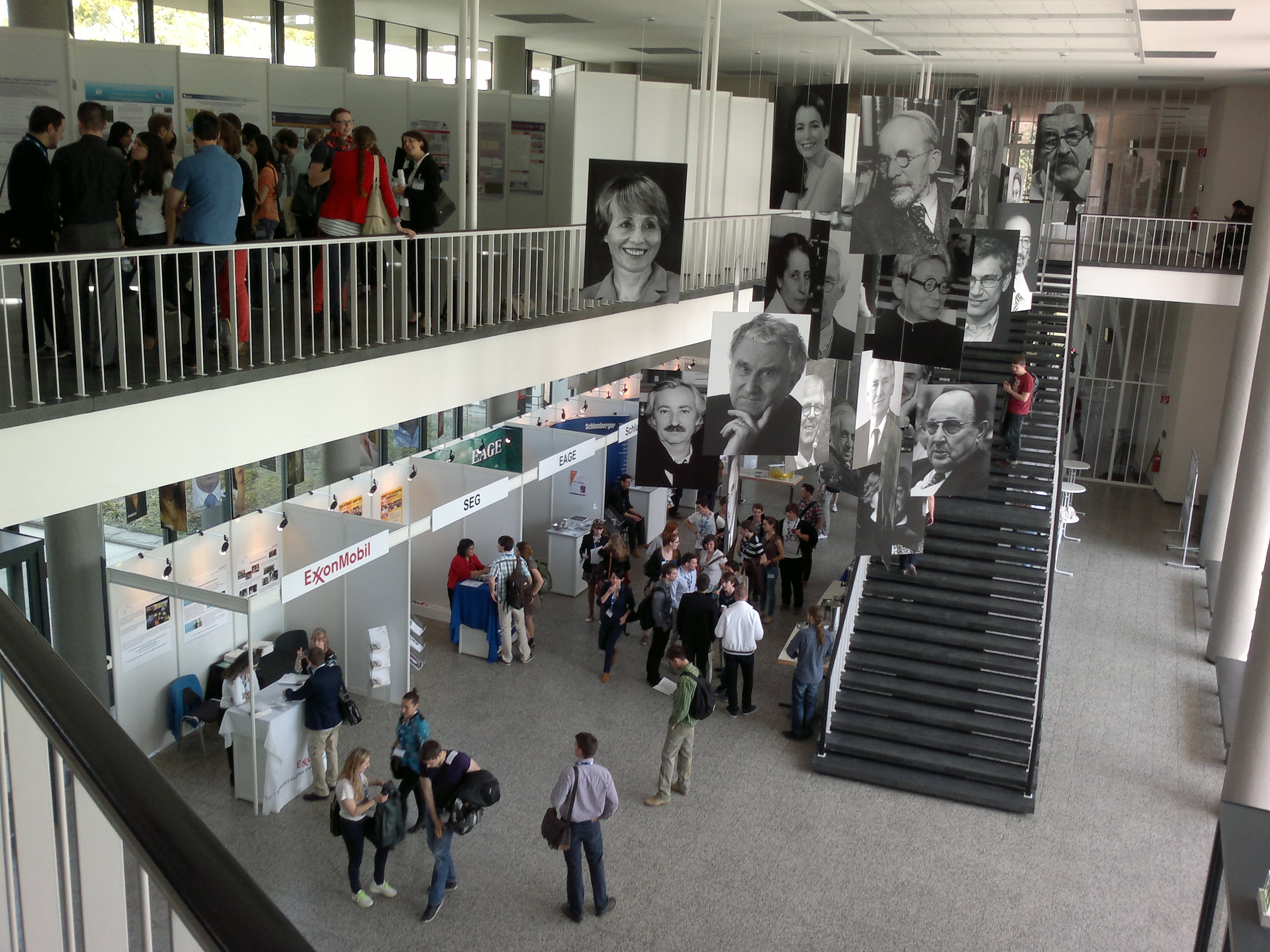
Foyer

Von 2005 bis 2007 wurde das Gebäude für vier Millionen Euro grundsaniert. Seitdem beherbergt der Bau neben vier Hörsälen und dem Auditorium maximum für Vorlesungen des Fachbereichs Politik auch Konferenzräume. Das Audimax trägt den Namen Max-Kade-Auditorium, da die amerikanische Max-Kade-Stiftung seine Sanierung in Höhe von 600.000 € übernahm. Seit 2005 schmückt die Dauer-Galerie: Zukunft von Anfang an mit Gesichtern von bedeutenden Politikern der Zeitgeschichte den Bau.
Im Henry-Ford-Bau tagt der Akademische Senat. Wegen des Streites um restriktivere Studienbedingungen kam es bis 2013 immer wieder zu Protesten der Studentenschaft rund um den Bau. Die mehrmaligen massiven Polizeieinsätze zur Beendigung der Proteste führten zu Verwerfungen zwischen dem AStA und dem Präsidenten der FU.
Der Bau wird für zahlreiche Feierlichkeiten, Kongresse und öffentliche Veranstaltungen genutzt. So wird hier seit 1995 der Margherita-von-Brentano-Preis und seit 2007 der Freiheitspreis verliehen. Seit 1996 finden im Gebäude die InFU.tage für Studieninteressierte aber auch zahlreiche Immatrikulationsfeiern für Erstsemestler statt.

## Kontroverse um den Namen
Seit der Wiedereröffnung 2007 gibt es eine Kontroverse um den Namenspatron des Gebäudes, denn der Autobauer und Erfinder des Fordismus Henry Ford (1863–1947) war auch Herausgeber der einflussreichen antisemitischen Schrift The International Jew (1920) und Empfänger des Großkreuzes des Deutschen Adlerordens, der höchsten Auszeichnung für Ausländer, die das nationalsozialistische Deutschland vergab. Nach offiziellen Angaben der Freien Universität ist ihr Hauptgebäude aber nach Fords Enkel Henry Ford II (1917–1987) benannt, der den Bau mithilfe der Ford Foundation finanzierte.
Der spätere Historiker Ralf Hoffrogge, damals im AStA der FU tätig, kam bei seinen Recherchen in den universitären Archiven zu dem Schluss, dass nur der Autobauer Henry Ford gemeint sein könne, da von Henry Ford II in den Dokumenten keine Rede sei. Außerdem sei es unüblich, Gebäude nach lebenden Personen zu benennen.
Der Präsident der Freien Universität Berlin, Günter M. Ziegler, präsentierte am 18. November 2020 im Akademischen Senat der FU die Ergebnisse einer Recherche der FU-Pressestelle und des Hochschulchronisten Jochen Staadt, die auf Dokumenten aus dem Archiv der Ford Foundation zur Namensgebung des Henry-Ford-Baus beruhten. Demnach war das Gebäude eindeutig nach Henry Ford II benannt worden. Die Ergebnisse der FU-Recherchen publizierte Staadt in der Beilage des Berliner Tagesspiegel und der Zeitschrift des Forschungsverbundes SED-Staat.
Die Rechtswissenschaftlerin und Publizistin Alexandra Kemmerer argumentiert auf Grundlage eigener wissenschaftshistorischer Forschungen, dass es den an der Namensgebung Beteiligten vor allem um die Würdigung der Ford Foundation als führender Organisation der Wissenschaftsförderung im Kalten Krieg und wichtigster Mäzenatin der Freien Universität gegangen sei. Zentraler Gedanke sei „die Anerkennung einer Kooperation, einer transatlantischen wissenschaftspolitischen Vernetzung, für die der Name Ford stand“ gewesen.
Im Anschluss an Kemmerers Artikel in der FAZ kam es zwischen der Autorin, dem zuständigen FAZ-Redakteur Patrick Bahners und Jochen Staadt zu einer Kontroverse über die Rolle jüdischer Emigranten bei der Namensgebung und Einwerbung der Baukosten in Höhe von 7.402.660 DM für den Henry-Ford-Bau. Alexandra Kemmerer schrieb in der FAZ am 9. Juni 2021 unter der Zwischenüberschrift „Vom Antisemitismus keine Rede“, dass „jüdische Emigranten und Opfer des Nationalsozialismus das allfällige kommunikative Beschweigen (Hermann Lübbe) in Kauf nahmen“. Staadts Entgegnung, warum das für die FU nicht zutraf, wollte Patrick Bahners in der FAZ nicht abdrucken. Sie erschien dann in ausführlicher Version in der Nr. 47/2021 der Zeitschrift des Forschungsverbundes SED-Staat an der FU.

## Trivia

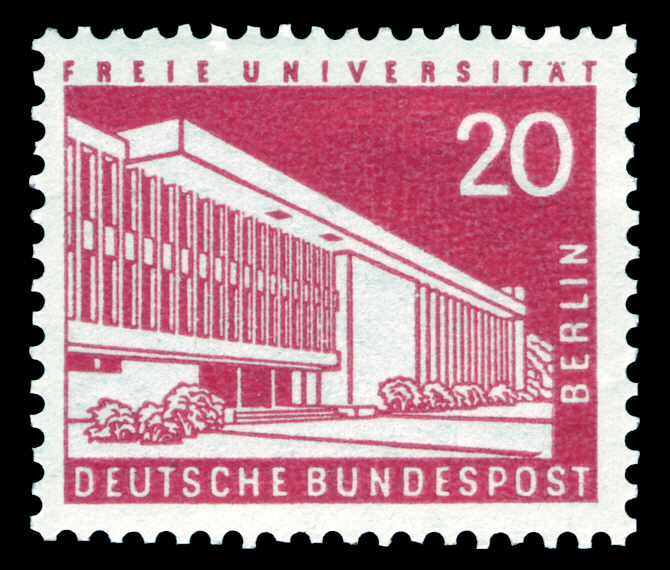
Briefmarke von 1956

Der Henry-Ford-Bau war 1956 Motiv einer Dauermarke, die von der Deutschen Bundespost Berlin ausgegeben wurde.
Der Bau und die Räumlichkeiten wurden im 1966 gedrehten britischen Film Das Quiller-Memorandum – Gefahr aus dem Dunkel als Grundschule dargestellt.
In der SAT1-Filmreihe Im Alleingang (2012–2013) diente der Bau als Gerichtsgebäude.
Im April 2014 wurde das Gebäude für Filmarbeiten zu Hitman: Agent 47 verwendet. Der Bau war hierbei ein amerikanisches Konsulat.